# Illusionen om Gud

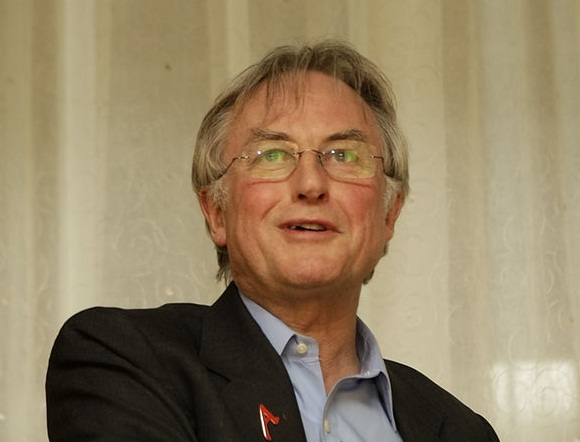
Richard Dawkins

Illusionen om Gud (originaltitel: The God Delusion) är en bok av den brittiske biologen Richard Dawkins, utgiven år 2006 och den svenska utgåvan gavs ut år 2007. Boken granskar religioner i allmänhet - men med en tonvikt på kristendomen - främst ur en naturvetenskaplig synvinkel, dels på ett metafysiskt och filosofiskt plan, men även religionen som social rörelse och moralisk förebild. I november 2007 hade den engelska versionen, The God Delusion, sålts i över 1,5 miljoner exemplar och översatts till 31 språk. Boken har kritiserats ur både naturvetenskaplig, filosofisk och teologisk synvinkel och därvid gett upphov till ett antal böcker av författare med motsatta åsikter, till exempel The Dawkins Delusion av Alister McGrath och Svar på den nya ateismen. Nedmontering av Dawkins argument mot Gud av Scott Hahn och Benjamin Wiker.

## Översikt
Dawkins vänder sig i boken emot den "märkliga föreställningen, som är nästan universellt accepterad, att den religiösa tron innebär ett unikt privilegium: att stå ovanför och bortom all kritik". Han menar att den individuella tron är vars och ens ensak, men när religionen påverkar andra människor och samhället negativt, skall den granskas på samma sätt som andra företeelser. Dawkins menar att religion är roten till mycket ont. Han säger också: "Så länge vi godtar principen att religiös tro måste respekteras helt enkelt för att den är religiös tro, är det svårt att missunna Usama bin Ladins och självmordsbombarnas tro respekt. Alternativet, så självklart att det inte borde behöva framhållas, är att vi avskuddar oss (befriar oss från) principen om automatisk respekt för religiös tro."
Olika religioner har historiskt använts för att beskriva världens och livets uppkomst, för att styra människor och för att inympa lämpliga moraliska förhållningssätt i människor. Dawkins menar att naturvetenskapen, inte minst sedan Darwins Om arternas uppkomst publicerades 1859, övertagit religionens roll att förklara världen. Han menar att det inte längre finns ett behov av en skapande gud för en tillfredsställande förklaring av världens uppkomst och uppkomst av aktuella livsformer. Han menar att även om det inte är möjligt att bevisa någots icke-existens finns tillräckliga indikationer för att påstå att Guds (eller gudars) existens är extremt osannolik. Han visar också med hjälp av exempel från Bibeln att vissa vördade bibliska figurer inte är några föredömen i moraliska frågor samt att många moralregler är allmänmänskliga och oberoende av religion eller brist på religion. Ett ateistiskt förhållningssätt till världen hos flertalet människor skulle ge färre anledningar till konflikter än vad som nu är fallet, menar Dawkins.
I sammanhang där Dawkins presenterat sin bok har han påpekat att de flesta människor redan är ateister. De är till exempel ateister i förhållande till de romerska och grekiska gudarna och till de nordiska asagudarna. En ateist i vanlig mening har bara gått en gud längre.
Dawkins betonar vetenskapens förhållningssätt där man skapar modeller (till exempel evolutionen och Big Bang) och samlar data som stödjer eller kullkastar modellernas riktighet, i motsats till religionens förhållningssätt där Dawkins menar att människorna okritiskt förväntas tro på vad som än förkunnas.

## Recensioner
- Recension i Humanisten 01/2007 av Kimmo Eriksson